# A Rainha
The Queen (bra/prt: A Rainha) é um filme de drama biográfico britânico de 2006 que retrata os eventos após a morte de Diana, Princesa de Gales em 1997. Inicialmente, a Família Real considera a morte de Diana como um assunto privado e, portanto, não deve ser tratada como uma morte real oficial, em contrastam com as opiniões do primeiro-ministro Tony Blair e do ex-marido de Diana, o príncipe Charles, que favorecem o desejo do público em geral de uma expressão oficial de luto. As questões são ainda mais complicadas pela mídia, protocolo real sobre o status oficial de Diana e questões mais amplas sobre o republicanismo.
O filme foi escrito por Peter Morgan, dirigido por Stephen Frears e estrelado por Helen Mirren no papel-título da rainha Elizabeth II. A produção e o lançamento do filme coincidiram com um renascimento do sentimento público favorável em relação à monarquia, uma queda na sorte de Blair e o inquérito britânico sobre a morte de Diana, a Operação Paget. O ator Michael Sheen reprisou seu papel como Blair de The Deal em 2003, e ele fez isso novamente em The Special Relationship em 2010.
A Rainha recebeu aclamação geral da crítica e do público por Mirren interpretando o papel-título, que lhe rendeu vários prêmios, como o Oscar, a Coppa Volpi de Melhor Atriz, o Prêmio BAFTA e o Globo de Ouro. Mirren foi elogiada pela própria rainha e foi convidada para jantar no Palácio de Buckingham.  No entanto, Mirren não pôde comparecer devido a compromissos de filmagem em Hollywood.

## Sinopse
A história se concentra na repercussão da morte de Lady Di, divulgada em 1 de setembro de 1997, quando a rainha Elizabeth 2.ª não consegue entender a reação emocional do povo britânico e permanece isolada com a rainha-mãe, o marido, o duque de Edimburgo, seu filho, o príncipe de Gales, e os netos — os príncipes Guilherme e Henrique de Gales no Castelo de Balmoral, na Escócia. Tony Blair, recém-empossado como primeiro-ministro, percebe que precisa agir para reaproximar a família real da população.

## Elenco principal
- Helen Mirren como rainha Elizabeth II
- Michael Sheen como Tony Blair
- James Cromwell como o príncipe Philip, Duque de Edimburgo
- Helen McCrory como Cherie Blair
- Alex Jennings como o Charles, Príncipe de Gales
- Roger Allam como Robin Janvrin
- Sylvia Syms como rainha-mãe Elizabeth
- Tim McMullan como Stephen Lamport
- Paul Barrett como Trevor Rees-Jones
- Mark Bazeley como Alastair Campbell
- Michel Gay como Dodi Al-Fayed
- Douglas Reith como Lord Airlie

O filme usa imagens de arquivo de Diana, Princesa de Gales, Camilla Parker Bowles, Nicholas Owen, Julia Somerville, Martyn Lewis, Trevor McDonald e John Suchet.

## Principais prêmios e indicações
Oscar 2007
| Ano  | Categoria               | Notas             | Resultado |
| ---- | ----------------------- | ----------------- | --------- |
| 2007 | Melhor Filme            | The Queen         | Indicado  |
| 2007 | Melhor Diretor          | Stephen Frears    | Indicado  |
| 2007 | Melhor Atriz            | Helen Mirren      | Venceu    |
| 2007 | Melhor Roteiro Original | Peter Morgan      | Indicado  |
| 2007 | Melhor Figurino         | Consolata Boyle   | Indicado  |
| 2007 | Melhor Trilha Sonora    | Alexandre Desplat | Indicado  |

Globo de Ouro 2007 (Estados Unidos)
| Ano  | Categoria            | Notas          | Resultado |
| ---- | -------------------- | -------------- | --------- |
| 2007 | Melhor Filme - Drama | The Queen      | Indicado  |
| 2007 | Melhor Diretor       | Stephen Frears | Indicado  |
| 2007 | Melhor Atriz - Drama | Helen Mirren   | Venceu    |
| 2007 | Melhor Roteiro       | Peter Morgan   | Venceu    |

BAFTA 2007 (Reino Unido)
| Ano  | Categoria                        | Notas             | Resultado                   |
| ---- | -------------------------------- | ----------------- | --------------------------- |
| 2007 | Melhor Filme                     | The Queen         | Venceu[carece de fontes?]   |
| 2007 | Melhor Filme Britânico           | The Queen         | Indicado[carece de fontes?] |
| 2007 | Melhor Diretor                   | Stephen Frears    | Indicado[carece de fontes?] |
| 2007 | Melhor atriz                     | Helen Mirren      | Venceu[carece de fontes?]   |
| 2007 | Melhor Ator Coadjuvante          | Michael Sheen     | Indicado[carece de fontes?] |
| 2007 | BAFTA de melhor roteiro original | Peter Morgan      | Indicado[carece de fontes?] |
| 2007 | Melhor Edição                    | Lucia Zuchetti    | Indicado[carece de fontes?] |
| 2007 | Melhor Figurino                  | Consolata Boyle   | Indicado[carece de fontes?] |
| 2007 | Melhor Maquiagem                 | Monique Felix     | Indicado[carece de fontes?] |
| 2007 | Melhor Trilha Sonora             | Alexandre Desplat | Indicado[carece de fontes?] |